# Дубрава (великая жупа)
Великая жупа Дубрава (хорв. Velika župa Dubrava) — административно-территориальная единица Независимого государства Хорватии, существовала в период с 30 июня 1941 по 8 мая 1945 года на территории современных Хорватии и Боснии и Герцеговины. Административный центр — Дубровник.
Гражданской администрацией административно-территориальной единицы руководил великий жупан, назначавшийся поглавником Хорватии Анте Павеличем. Великим жупаном Дубравы в течение всего периода существования административно-территориальной единицы являлся доктор Анте Николич. 
Великая жупа Дубрава имела деление на «котарские области» (хорв. kotarske oblasti), названные по их административными центрами; в 1941—1943 годах ими являлись: 
- Билеча
- Дубровник
- Гацко
- Любине (до 15 сентября 1941 года)
- Равно[серб.] (с 15 сентября 1941 года)
- Столац[серб.]
- Требине
- Чаплина[серб.]

Кроме того, в отдельную административную единицу был выделен город Сараево.
С 1 марта 1943 года существовала так называемая «котарская ипостава» (хорв. kotarska ispostava) — район с центром в Яньине.
После капитуляции Италии границы великой жупы изменились, кроме вышеназванных районов в состав Дубравы вошли:
- районы Котор и Корчула
- города Херцег-Нови и Котор
- административные образования (хорв. upravne općine) Ластово и Бабино Поле
- часть административного образования Конавле — Груде

Однако утверждение хорватских властей на новых территориях оказалось проблемой. В середине 1943 в великую жупу прибыли части вермахта, нейтрализовавшие формирования четников и лишившие Италию возможностей влияния на территорию. Конавле, таким образом, оказалось под немецкой военной и черногорской гражданской администрацией. В начале 1944 года партизан, начинавших обретать силу в регионе, вытеснили из Дубравы, но они вернулись в мае того же года.
20 мая 1944 в прибрежной зоне было объявлено чрезвычайное положение, распространившееся в том числе на великую жупу, поэтому гражданскую власть заменила военная администрация. Вопросы гражданского управления перешли к командующему войсками на реке Неретва.
5 июля 1944 три района великой жупы (Столац, Чаплина и Гацко) перешли в состав великой жупы Хум.
28 марта 1945, несмотря на введение чрезвычайного положения, для решения вопросов гражданского управления был назначен специальный представитель гражданской администрации, подчинённый командующему войсками прибрежного участка Неретвы.